# Szaran
Szaran lub Szarana (paszto: ښرنه, perski: شرنه), – miasto we wschodnim Afganistanie. Leży w prowincji Paktika, której jest stolicą.
W 2021 roku populacja wynosiła prawie 66 tys. osób.